# Љуба Поповић
Љубомир Поповић (Тузла, 14. октобар 1934 — Београд, 12. август 2016) био је српски сликар. Од 1963. живео и радио у Француској.

## Биографија
Љубомир Љуба Поповић, у свету познат као ЉУБА, рођен је 14. октобра 1934. године у Тузли, од мајке Спасеније из свештеничке породице и оца Алексе, трговца. Пред Други светски рат породица се сели у Ваљево, где Љуба завршава основну школу, а потом и нижу и вишу гимназију.
По завршетку гимназије, 1953. године, добија посао селектора филмова за ваљевски биоскоп и могућност да у Београду усаврши свој сликарски дар на Академији примењених уметности. Промашивши рок за полагање пријемног испита, уписује се на Историју уметности и, истовремено, на курс цртања у Шуматовачкој. Наредне године постаје студент Академије примењених уметности. Ту настају његове студије актова у природној величини као и прве уљане слике са необичним бићима уроњеним у атмосферу усамљености и тескобе.
Године 1957. Љуба прелази на Академију ликовних уметности, захваљујући подршци Марка Челебоновића, који га прима у своју класу, на четврту годину студија. Због одласка Челебоновића у Париз, пету годину завршава у класи Ђорђа Андрејевића Куна, а потом и двогодишњи специјални течај код Мила Милуновића. На завршној изложби студентских радова, 1959. године, његови радови привлаче пажњу Леонида Шејке, идејног вође покрета Медиала. Љубине слике уврштене су у Трећу изложбу Медиале, у Галерији Графичког колектива, 1960. године.
У јесен 1963. године дефинитивно напушта Београд и одлази у Париз, поневши са собом само блок са цртежима и пет осликаних платана. По препоруци Марка Челебоновића, јавља се г-ђи Жинет Сињак (ћерки сликара Пола Сињака), која га упознаје са Ренеом де Солијеом, угледним теоретичарем уметности. Он ће, 1971. године, написати текст за монографију о Љуби, прву икад објављену у Француској о неком југословенском сликару.
Посредовањем Ренеа де Солијеа, Љуба склапа познанство са галеристом Марселом Зербибом, поклоником надреализма и заштитником његових следбеника. Он му откупљује платна донесена из Београда, проналази атеље и почиње да организује изложбе у Паризу и Бриселу. Уз рад и дружење са Зербибом, Љуба ступа у контакт са многим важним актерима париске интелектуалне и уметничке сцене. Ускоро ће о њему писати Андре Пјер де Мандијарг, Ален Жуфроа, Рене Етијамбл, Патрик Валдберг, Ален Боске, Густав Рене Хоке и др. Почетком седамдесетих упознаје се са галеристкињом Тесом Еролд, са којом ће сарађивати и остати пријатељ све до својих последњих дана.
Љубина интернационална каријера обележена је великим бројем самосталних и колективних изложби, изласком тринаест монографија, богатом филмографијом и мноштвом чланака у уметничким и књижевним часописима.
Паралелно са активностима на међународном плану, Љуба је обележио и културни простор своје земље. Уз његову подршку основана је Модерна галерија Ваљево, која је 2015. године прославила тридесету годишњицу постојања.
Прва супруга му је била архитекта Наташа Јанчић, а друга архитекта, психолог и новинар Славица Батос. Из првог брака има две ћерке, Адриану и Тиану. Адриана Поповић је вајарка, Тиана је архитекта. Из другог брака са Славицом Батос има сина Алексу, инжењера електронске оптике.
Љубин живот угасио се 12. августа 2016. године, у Београду, два месеца након отварања последње париске изложбе. Сахрањен је у Ваљеву, на брду изнад куће у којој је провео детињство и младост.

## Дело
Сликарство Љубе Поповића се најчешће означава као надреалистичко, фантастично или симболичко. У Србији је овим трима категоријама придружена и четврта, везана за историјски и теоријски контекст Медиале. Љуба се, међутим, никад није поистовећивао ни са једном групом, правцем или школом, нити је имао директне узоре. У његовом делу нема ничега што је директно преузето из реалности — он се пре свега препуштао упливу сопствених несвесних процеса. Његове слике такође могу изражавати метафизичке, духовне или апстрактне идеје. Упијајући знања и утиске из најразличитијих извора, следио је сопствену линију водиљу ка циљу који је, у време дружења са Леонидом Шејком, дефинисан као „интегрално сликарство”. Према Љубиним изјавама и записима, интегрално сликарство било би оно које обједињује филозофски став у односу на судбину човека у свету, ослушкивање најинтимнијих трептаја сликаревог бића и изврсно познавање заната.
Љубине слике делују снажно на посматрача најчешће због свог еротског набоја, због необичних створења, подложних преображајима и међусобним прожимањима, због ликовног богатства заснованог на непрегледном мноштву облика, за које је тешко рећи да ли припадају органском или минералном свету, реалности или пределима из залеђа свести и разума. Дубље продирање у слику открива комплексну структуру коју карактеришу истанчан осећај за колористичке хармоније, умножени углови гледања, као и зналачки успостављен однос између већих иконографских целина и минуциозно обрађених детаља.
Раскошан и узнемирујућу универзум који је Љуба уобличио на својим платнима сведочи колико о једној крајње необичној личности, толико и о уметнику ванредне ликовне културе и широког спектра интересовања.
У Галерији САНУ у Београду током септембра и октобра 2019. одржана је изложба његових слика.